# Bakionica
Bakionica (Servisch cyrillisch: Бакионица) is een plaats in de Servische gemeente Požega. De plaats telt 742 inwoners (2002).